# Акопян, Жора Геворгович
Жора Акопян (бел. Жора Геворгавіч Акапян, род. 6 ноября 1997 года) — белорусский спортсмен, выступающий в тайском боксе и кикбоксинге. Четырёхкратный чемпион мира среди профессионалов.

## Спортивная карьера

### Ранние годы
Жора родился в Грузии в городе Ахалкалаки. Когда ему было 5 лет, семья переехала в белорусский город Полоцк. С детства увлекался темой боевых искусств, очень любил смотреть фильмы о восточных единоборствах. Этот интерес поддержал его дядя и отвёл его в полоцкий зал кикбоксинга и таиландского бокса к тренеру Анатолию Селедевскому. На тот момент Жоре было 10 лет . У этого наставника он добился своих первых успехов на любительском и профессиональном ринге.
В возрасте 17 лет переехал в Минск. На данный момент тренируется у Андрея Гридина в клубе Gridin Gym.

### Любительская карьера
В 2013 году, через четыре года после начала занятий спортом, Жора выиграл первое первенство Республики Беларусь среди юниоров по тайскому боксу. В 2014 году он повторил этот успех и полетел на первенство мира в Малайзию, где также стал чемпионом. Через 3 месяца после этого он поехал на первенство Европы в Польшу и снова стал победителем.
В последние годы на любительском ринге практически не выступает — отдаёт предпочтение профессиональной карьере.

### Профессиональная карьера
Первые профессиональные бои Жора провёл в городе Молодечно против своих соотечественников. 24 февраля 2013 года победил Дмитрия Филончика, а через год, 26 января 2014 года, выиграл четвёрку на турнире «Лига боевых машин».
23 мая 2015 года на турнире в Латвии боксировал с местным бойцом Кириллом Андреевым и также оказался сильнее. В ноябре того же года в Латвии он принял участие в турнире-четвёрке. Его первым соперником был Элвис Янсонс, у которого он выиграл, и в финале встретился с Эрландасом Каминским. Этот поединок также закончился для Жоры победой.
23 апреля 2016 года в Литве Жора снова принимал участие в турнире-четвёрке. Соперником в полуфинале был латыш Зигурдс Крауклис, в финале — литовец Хенрикас Виксраитис.
11 ноября 2017 года боец боксировал с украинцем Дмитрием Никокошевым на турнире Royal Fight в Минске и снова оказался сильнее.
В марте 2018 года на турнире DSF Kickboxing Challenge в Польше случилось его первое поражение. В поединке с местным бойцом Рафалом Дудеком судьи присудили победу поляку.
6 октября в Кишиневе Жора принял участие в турнире KOK Elimination Tournament 2018, где боксировал с украинцем Эдуардом Королем. Белорус завершил поединок техническим нокаутом во втором раунде.
14 мая 2019 года в Эстонии на турнире Number One Fight Show 11 Акопян встречался с местной суперзвездой Миркко Мойсаром и одержал уверенную победу единогласным решением судей.
Всего через месяц он боксировал в Казани на стадии 1/8 боев по правилам TNA. Его соперником был россиянин Владислав Украинец, которого Жора победил единогласным решением судей. 20 июля он также успешно преодолел стадию четвертьфинала, а 4 октября — полуфинала.
17 августа в Одессе состоялся турнир FEA WORLD GP, где Жору ждала четвёрка за звание чемпиона мира среди профессионалов в весе до 70 кг. Первым противником белоруса стал украинец Станислав Казанцев, которого Жора победил единогласным решением судей. Финальный поединок против молдованина Константина Русу оказался для него более сложным: судьи отдали Акопяну победу только по итогам экстрараунда. Таким образом Жора стал победителем турнира-четвёрки и обладателем первого для себя пояса чемпиона мира среди профессионалов.
В 2019 году без единого поражения дошел до финала турнир TNA в Казани, где встретился с россиянином Иваном Кондратьевым, которого победил единогласным решением судей и завоевал пояс чемпиона организации .
В феврале 2020 года на турнире MGC в Минске состоялся реванш Жоры и Рафала Дудека. На этот раз Акопян победил единогласным решением судей .
23 декабря 2020 года состоялся поединок, которого ждали все ждали все поклонники кикбоксинга в Беларуси: Жора Акопян встречался с Максимом Сподаренко. Бой получился ярким и насыщенным на активные действия с обеих сторон и завершился победой Жоры раздельным решением судей .
В начале августа 2021 года Жора уже в третий раз вышел в ринг турнира Number One Fight Show в Эстонии и легко победил француза Матье Таварэза нокаутом во втором раунде.
28 августа в Екатеринбурге проходил турнир Fair Fight XV, где разыгрывался пояс чемпиона в весе до 77 кг, но изначальный соперник Максим Сульгина турок Ведат Ходук не смог принять участие в поединке. В итоге ему на замену был приглашен Жора Акопян, который дал согласие на бой за три дня до турнира. Несмотря на короткий срок подготовки и тот факт, что Жора выступал в непривычной для себя, более тяжелой весовой категории, он сумел одержать победу раздельным решением судей и завоевать пояс чемпиона организации .

## Титулы и достижения

### Любительский спорт
- 2013 Первенство РБ по таиландскому боксу «IFMA»
- 2014 Первенство РБ по таиландскому боксу «IFMA»
- 2014 Первенство мира по таиландскому боксу «IFMA»

2014 Первенство Европы по тайскому боксу «IFMA» 
- 2018 Кубок РБ по кикбоксингу «WAKO»  71 кг

### Профессиональный спорт
- 2019 чемпион мира по версии FEA WORLD GP, Одесса, 70 кг
- 2019 чемпион мира по версии по версии TNA, Казань, 70 кг
- 2021 чемпион мира по версии Fair Fight, Екатеринбург, 77 кг
- 2022 чемпион мира по версии MFC, Ереван, 70 кг